# Onderste Puth
Onderste Puth (Limburgs: Ongesjte Pöth) is een buurtschap in het kerkdorp Puth in de gemeente Beekdaelen.
Puth bestaat in feite uit twee buurtschappen, die door de Kerkweg worden gescheiden. Kenmerkend voor beide buurtschappen is de lintbebouwing, beginnend bij de Steenstraat via Onderste Puth, Bovenste Puth en Kempkensweg richting Sweikhuizen. Onderste Puth is naast de naam van de gelijknamige buurtschap ook een straatnaam in de buurtschap. Het gebied strekt zich uit vanuit het natuurgebied Hondskerk (nabij Munstergeleen) in de richting van de buurschap Windraak (binnen het bij de gemeente Beekdaelen behorende deel Wintraak geheten). 

## Bezienswaardigheden
- In Onderste Puth staan er twee kapellen:
  - Onze-Lieve-Vrouw-van-Lourdeskapel aan de Sittarderweg-Pastoor Albertsstraat
  - Mariakapel aan de Bernhardstraat-Eenheidsstraat

Dorpen: Aalbeek · Amstenrade · Arensgenhout · Bingelrade · Doenrade · Hulsberg · Jabeek · Merkelbeek · Nuth · Oirsbeek · Puth · Schimmert · Schinnen · Schinveld · Sweikhuizen · Vaesrade · Wijnandsrade

Buurtschappen en gehuchten: Bovenste Puth · Brand · Breinder · Brommelen · Daniken (deels) · Douvergenhout · Etzenrade · Gracht · Grijzegrubben · Haasdal · Hegge · Heisterbrug · Helle · Hellebroek · Hommert · Hunnecum · Kamp · Kathagen · Klein-Doenrade · Kleingenhout · Kling · Kruis · Laar · Leeuw · Nagelbeek · Nierhoven · Oensel · Onderste Puth · Op de Bies · Op den Hering · Oppeven · Reuken · Swier · Terstraten · Tervoorst · Thull · Viel · Vink · Wintraak · Wissengracht · Wolfhagen

Limburg: Steden en dorpen      Nederland: Provincies · Gemeenten